# Улица страха. Часть 2: 1978
«Улица страха. Часть 2: 1978» (англ. Fear Street Part Two: 1978) — американский подростковый слэшер режиссёра Ли Джаньяк, основанный на одноимённой серии книг Р. Л. Стайна, вторая часть трилогии «Улица страха». Его действие разворачивается в летнем лагере в 1978 году, в картине играют Сэди Синк, Эмили Радд, Райан Симпкинс, МакКейб Слай, Меган Пакер, Джиллиан Джейкобс, Мэттью Зук. Фильм вышел на Netflix 9 июля 2021 года и получил противоречивые отзывы критиков. 16 июля вышло его продолжение — «Улица страха. Часть 3: 1666».

## Сюжет
Дина и Джош просят помощи у Си Бёрман — единственной выжившей после нападения на детский лагерь «Найтвинг» в 1978 году человека с топором. Ребята хотят узнать, как ей удалось избежать проклятия, и надеются освободить от него свою подругу Сэм. Бёрман рассказывает им о событиях лета 1978 года.

## В ролях
| Актёр               | Роль                    |
| ------------------- | ----------------------- |
| Сэди Синк           | Зигги Берман            |
| Эмили Радд          | Синди Берман            |
| Райан Симпкинс      | Элис                    |
| Маккейб Слай        | Найтвинг Томми Слейтер  |
| Тед Сазерленд       | молодой Ник Гуд         |
| Киана Мадейра       | Дина                    |
| Бенжамин Флорес     | Джош                    |
| Оливия Уэлш         | Сэм Фрайзер             |
| Гиллиан Джейкобс    | взрослая Зигги Берман   |
| Эшли Цукерман       | шериф Ник Гуд           |
| Джордана Спиро      | медсестра Мэри Лейн     |
| Кьяра Аурелия       | Шейла                   |
| Майкл Провост       | Курт                    |
| Жаки Вене           | Джоан                   |
| Дрю Шейд            | Гэри                    |
| Сэм Брукс           | Арни                    |
| Брэндон Спинк       | Молодой Уилл Гуд        |
| Марсель ЛеБлан      | Бекки                   |
| Иден Кэмпбелл       | Энни                    |
| Дилан Гейдж         | Джереми                 |
| Пол Тил             | молодой офицер Капински |
| Мэттью Зук          | Мэр Уилл Гуд            |
| Элизабет Скопель    | Сара Фиер               |
| Джордин ДиНаталь    | Руби Лэйн               |
| Эмили Бробст        | Билли Баркер            |
| Ной Бэйн Гаррет     | Маска Череп             |
| Кейль Окли Цеперник | мошенник Исаак Милтон   |
| Кевин Ватерман      | молочник Гарри Рукер    |
| Майкл Чандлер       | пастор Сайрус Миллер    |

## Создание и релиз
9 октября 2015 года стало известно, что компании 20th Century Fox и Chernin Entertainment работают над фильмами по мотивам книжной серии Стайна «Улица страха». В июле 2017 года Ли Джаниак стала режиссёром проекта. Планировалось создать трилогию, действие которой разворачивается в разные периоды времени, и выпускать фильмы с интервалом в месяц. В апреле 2019 года роли в проекте получили Джиллиан Джейкобс, Сэди Синк, Эмили Радд и Маккейб Слай. Съёмки проходили в Джорджии, и вторая часть была снята позже остальных — к сентябрю 2019 года.
Трилогия должна была выйти в театральный прокат летом 2020 года, но релиз пришлось отложить из-за пандемии COVID-19. В апреле 2020 года Chernin Entertainment расторгла дистрибьюторский контракт со студией 20th Century Studios, к августу права на распространение трилогии купил Netflix. Премьера второй части состоялась в Государственном историческом парке Лос-Анджелеса 8 июля 2021 года, на следующий день картина вышла на Netflix.

## Оценки
На сайте-агрегаторе отзывов Rotten Tomatoes фильм получил рейтинг 89 % со средней оценкой 7/10. Рецензенты с этого ресурса высоко оценили сценарий и игру актёров со словами «летний лагерь ещё никогда не был таким страшным». На сайте Metacritic, картина получила 61 балл из 100, что указывает на «в целом положительные отзывы».
Наталья Винкельман (New York Times) назвала «1978 год» самой сильной частью трилогии. Иэн Фрир (Empire) поставил фильму 3 звезды из 5, уточнив, что вторая часть хуже первой: «Между друзьями становится всё меньше того увлекательного взаимодействия, которое было в первой части, и, когда на свободе разгуливает только один маньяк, убийства кажутся одинаковыми». Ловия Дьяркье из The Hollywood Reporter описала картину как «захватывающее приключение», в котором «нет недостатка в изобретательных смертях». Кевин Махер из The Times оценил «1978» на 3 звезды из 5. По его мнению, «как и в первой части, режиссер Ли Джаниак показала себя безупречным стилистом, разумно передавая приглушенные тона 1970-х годов».
Ник Аллен из RogerEbert.com поставил фильму 2 балла из 4 возможных. Он похвалил работу Марко Бельтрами и Брэндона Робертса, но картину в целом охарактеризовал как «разочаровывающий лентяй—слэшер о летнем лагере, который боится походной жизни, и который больше подошел бы для сеансов групповой терапии, чем для ночёвок». Барри Херц из The Globe and Mail написал: «В то время как первая часть представляет собой достаточно качественную оду ренессансу слэшеров середины 90-х, вторая часть доказывает, что весь проект „Улицы страха“ мог бы легко свести свои амбиции к двухчасовому фестивалю убийств».